# Pasajul Englez
Pasajul Englez este un pasaj din București între Calea Victoriei și Strada Academiei.

## Realizarea pasajului
În 1855, giuvaergiul Joseph Resch, care sosise de la Viena în 1837, a construit pe Podul Mogoșoaiei casa Resch, situată în fața locului pe care avea să se înalțe mai târziu Teatrul Național. Casa a fost vândută în 1885 lui Grigore Eliade, care o transformă în "Hotelul English". 
Cu acest prilej a fost realizat și pasajul de lângă hotel, care leagă Calea Victoriei de Strada Academiei. Pasajul construit după moda pasajelor din capitalele Europei occidentale, era înalt (clădirea având un parter și trei etaje) dar foarte îngust și era acoperit cu un acoperiș de sticlă pe schelet metalic. Hotelul avea o fațadă relativ scurtă pe Calea Victoriei, cea mai mare parte a camerelor fiind situate în lungul pasajului. Pe ambele părți ale pasajului, exista câte un balcon realizat dintr-un schelet metalic închis cu un geamlîc. De la numele hotelului, pasajul a căpătat numele de "Pasajul English", tradus apoi în "Pasajul Englez".

## Istoricul pasajului
Clădirea și-a păstrat funcția de hotel doar pentru câțiva ani. Camerele erau prea mici pentru a putea rezista concurenței altor hoteluri mai noi. El a fost transformat în bordel de mare lux.
Geamurile balcoanelor de la etaj erau potrivite pentru ca femeile de moravuri ușoare să se poată arăta clientelei care trecea prin pasaj. Existența pasajului permitea și un acces mai discret pentru clienții care preferau să nu fie văzuți de pe Calea Victoriei întrând într-un loc de moravuri ușoare. În tinerețea sa, în 1904, Panait Istrati a lucrat aici pentru o vreme, ca valet. Dintre clienții de vază ai bordelului se menționează regele Carol II-lea și scriitorul Alexandru Paleologu. Bordelul a funcționat până în 1947 când a fost închis, în același timp cu celelalte, de autoritățile comuniste, care au interzis prostituția. Atmosfera locului i-a servit drept inspirație lui Mateiu Caragiale pentru Craii de Curtea-Veche.
În continuare, clădirea a fost transformată în locuințe, folosință pe care o are și în prezent.
În lungul restului pasajului Englez există și în prezent diferite mici magazine sau ateliere, chiar și un mic bar.

## Situația actuală
Astăzi, pasajul este greu de găsit, fie de pe Calea Victoriei fie de pe calea Academiei, deoarece intrările sunt mascate de mizerie la vedere. Se mai pot vedea balcoanele unde se expuneau odinioară vânzătoarele de plăceri. Dar clădirea, deși este clasificată monument istoric, este părăginită și total neîntreținută. Balcoanele metalice, mâncate de rugină mai au puțin până să se prăbușească.
Puțin mai jos este Pasajul Victoriei, care face legătura între Calea Victoriei, din dreptul Palatului Telefoanelor, cu strada Academiei, drept în față fiind "Biserica Dintr-o zi" (este biserica construită în aceeași zi cu sfințirea, dar la un an distanță). Pasajul Victoria pare mai îngrijit. Alte două pasaje din zonă, pasajul Comedia și pasajul Majestic, au o istorie care caută să o revigoreze printr-o ținută modernă și îngrijită.
Pasajul Englez a fost utilizat pentru diferite filme, printre care Cuibul de Viespi regizat de Horea Popescu și Dracula II: Ascension regizat de Patrick Lussier, precum și într-un videoclip al solistului român Alex.